# Mark Hatfield
Mark Odom Hatfield (Dallas (Oregon), 12 juli 1922 - Portland (Oregon), 7 augustus 2011) was een Amerikaans politicus van de Republikeinse Partij. Hij was gouverneur van Oregon van 1959 tot 1967 en van 1967 tot 1997 senator voor Oregon.
Hij diende als een luitenant tijdens de Tweede Wereldoorlog in de United States Navy en was een van de ooggetuigen van de atoombom op Hiroshima. Na de oorlog werd hij een vredesactivist tegen de Vietnamoorlog. Als politicoloog was hij hoogleraar aan de George Fox University, Oregon Health & Science University en de Willamette University. Hij schreef en publiceerde verschillende boeken. Tijdens de Amerikaanse presidentsverkiezingen van 1968 werd hij genoemd als een van de vicepresidentskandidaten voor Richard Nixon, maar hij verloor uiteindelijk van Spiro Agnew. Hatfield overleed op 7 augustus 2011 op 89-jarige leeftijd.

## Onderscheidingen
In 1997 ontving hij de Four Freedoms Award voor vrijwaring van gebrek.
- Bibsys: 98016836
- Bibliothèque nationale de France: cb13325905x (data)
- CiNii: DA03218883
- Gemeinsame Normdatei: 128612274
- International Standard Name Identifier: 0000 0001 1437 6904
- Library of Congress Control Number: n79076066
- Nationale Bibliotheek van Letland: 000009728
- National Archives and Records Administration: 10583017
- Bibliotheek van het Japanse parlement: 00442693
- Nationale Bibliotheek van Tsjechië: jn19990003230
- Nationale Bibliotheek van Israël: 987007262464805171
- Nationale Bibliotheek van Polen: a0000001652754
- Nederlandse Thesaurus van Auteursnamen: 068710356
- SNAC: w6k3686d
- Système universitaire de documentation: 079852181
- Biographical Directory of the United States Congress: H000343
- Virtual International Authority File: 9992055
- WorldCat: E39PBJhRBwMyCqGdJ7ff7pkCcP